# Dalila Bela

Dalila Bela, 2023

Dalila Bela (* 5. Oktober 2001 in Montreal, Québec) ist eine kanadische Schauspielerin.

## Leben und Karriere
Dalila Bela wurde am 5. Oktober 2001 in Montreal in der kanadischen Provinz Québec geboren und begann ihre Schauspielkarriere im Alter von fünf Jahren, als sie erstmals in einem nationalen Fernsehwerbespot zu sehen war. Ein Jahr später zog sie mit ihrer Familie nach Vancouver und war ab 2009 regelmäßig in international ausgestrahlten Film- und Fernsehproduktionen zu sehen. So spielte sie in jenem Jahr unter anderem ein kleines Mädchen im Weihnachtsfilm Mrs. Miracle – Ein zauberhaftes Kindermädchen und war in jeweils einer Episode von Fringe – Grenzfälle des FBI und Supernatural zu sehen. Für ihren Auftritt in Supernatural wurde sie bei den Young Artist Awards 2010 für einen Young Artist Award in der Kategorie „Beste Gastdarstellerin in einer Fernsehserie“ nominiert. 2010 folgte ein Auftritt in einer Folge der US-amerikanisch-kanadische Mystery-Horror-Serie R. L. Stine’s The Haunting Hour, sowie eine tragende Rolle im Kurzfilm Kid’s Court. Weiters war sie neben Steve Austin, Erica Cerra oder Adam Beach in dem Actionfilm The Stranger zu sehen. Bei der Verleihung der Young Artist Awards 2011 wurde sie gleich in zwei Kategorien nominiert. Während sie den Preis in der Kategorie „Beste Schauspielerin in einem Kurzfilm – zehn Jahre oder jünger“ für Kid’s Court nicht gewinnen konnte, setzte sie sich in der Kategorie „Beste Schauspielerin in einem DVD-Film“ für ihre Rolle in The Stranger durch.
2011 übernahm sie Rollen in Red Riding Hood – Unter dem Wolfsmond und in Gregs Tagebuch 2 – Gibt’s Probleme?, wobei sie im letztgenannten Film mit dem Charakter der Taylor Pringle eine nicht unwesentliche Rolle innehatte. Weiters spielte sie in diesem Jahr die Hauptrolle der Joanna in Jeremy Lutters mehrfach nominierten und ausgezeichneten Kurzfilm Joanna Makes a Friend. Für die Darstellung der Taylor Pringle in Gregs Tagebuch 2 – Gibt’s Probleme? erhielt sie im darauffolgenden Jahr eine Nominierung für einen Young Artist Award in der Kategorie „Beste Schauspielerin in einem Spielfilm – zehn Jahre oder jünger“, konnte jedoch erneut nicht in dieser Kategorie gewinnen. Siegreich war sie hingegen in der Kategorie „Beste Schauspielerin in einem Kurzfilm – zehn Jahre oder jünger“ für die sie für ihre Rolle in Joanna Makes a Friend nominiert war. Für die gleiche Rolle war sie 2012 für einen Leo Award in der Kategorie „Best Performance by a Female in a Short Drama“ nominiert, konnte diese Auszeichnung jedoch nicht gewinnen. Nachdem sie 2012 im dritten Teil der Reihe Gregs Tagebuch 3 – Ich war’s nicht! erneut in die Rolle der Taylor Pringle geschlüpft war, sah man sie im gleichen Jahr auch in den drei Weihnachtsfilmen , A Christmas Story 2, It’s Christmas, Carol! und Cosmo & Wanda – Ziemlich verrückte Weihnachten, sowie im Horrorfilm Grave Encounters 2. Mit ihrer Darstellung der Lucy Roboto war sie auch in der neunten Episode der dritten Staffel der kanadischen YTV-Serie Mr. Young zu sehen.
Bei den Young Artist Awards 2013 wurde Bela in den Kategorien „Beste Nebendarstellerin in einem Spielfilm – zehn Jahre oder jünger“ für ihr Engagement in Gregs Tagebuch 3 – Ich war’s nicht! und „Beste Nebendarstellerin in einem Fernsehfilm, Miniserie, Special oder Pilotfilm“ für ihr Engagement in Cosmo & Wanda – Ziemlich verrückte Weihnachten nominiert. In diesem Jahr übernahm sie auch ihre erste wesentliche Rolle als Synchronsprecherin, als sie den Hauptcharakter Dot im Pilotfilm der Amazon-Studios-Serie Positively Ozitively, die jedoch nicht als Serie fortgeführt wurde, sprach. Außerdem sah man sie 2013 in einer Folge von The Tomorrow People, sowie in den Spielfilmen Twist of Faith, Rapture-Palooza, That Burning Feeling und Leap 4 Your Life. 2014 schaffte sie es neben Auftritten im Horror-Kurzfilm Dead Hearts und in einer Folge der Sci-Fi-Serie The 100 in die Hauptbesetzung, in der sie seitdem in der Rolle der Agent Olive zu sehen ist. Noch im gleichen Jahr wurde sie für die Darstellung der Lola Littleton beim Diabolique International Film Festival mit dem Preis für die „Beste Schauspielerin“ ausgezeichnet.
2015 war sie vor allem mit der Produktion von Odd Squad – Junge Agenten retten die Welt beschäftigt und wurde in bei den Young Artist Awards 2015 für ihre Darstellung von Agent Olive für einen Young Artist Award in der Kategorie „Beste Hauptdarstellerin in einer Fernsehserie (Comedy oder Drama)“ nominiert. Weiters wurde sie bei dieser Preisverleihung zusammen mit Millie Davis, Filip Geljo und Sean Michael Kyer in der Kategorie „Herausragende Besetzung in einer Fernsehserie“ nominiert; in beiden Kategorien war sie jedoch nicht siegreich. Bei den Joey Awards des Jahres 2015 war der Cast von Odd Squad dagegen erfolgreich; hierbei gewann sie zusammen mit Filip Geljo, Millie Davis, Sean Michael Kyer, Peyton Kennedy, Christian Distefano, Brendan Heard, Michela Luci, Julia Lalonde, Alina Prijono, T.J. McGibbon, Madeleine Barbeau, Ava Preston und Carson Reaume den Preis in der Kategorie „Best Young Ensemble in a TV Series“. Einziger Auftritt in diesem Jahr, neben Odd Squad, war für Dalila Bela in einer Episode der ABC-Fantasyserie Once Upon a Time – Es war einmal …. 2016 kam sie wieder vermehrt auch in anderen Film- und Fernsehproduktionen zum Einsatz, dabei oftmals auch in Hauptrollen. So war sie nicht nur in ihrer Rolle der Agent Olive in Odd Squad: The Movie zu sehen, sondern übernahm auch die Synchronrolle des Charakters Sydney in allen 16 Episoden der PBS-Serie Ready Jet Go!, die in Zusammenarbeit mit dem Jet Propulsion Laboratory der NASA entstanden ist. Weiters war sie in diesem Jahr auch in einer Episode von Annedroids zu sehen.
Bei den Young Artist Awards 2016 wurde sie zusammen mit Millie Davis, Filip Geljo und Sean Michael Kyer abermals für einen Young Artist Award in der Kategorie „Herausragende Besetzung in einer Fernsehserie“ für ihr Engagement in Odd Squad nominiert. Weiters war sie auch im Cast, der, wie bereits ein Jahr zuvor, für einen Joey Award in der Kategorie „Best Young Ensemble in a TV Series“ nominiert wurde. Bei den Imagen Awards des Jahres 2016 erfolgte für sie die Nominierung in der Kategorie „Best Young Actor – Television“ für ihr Engagement in Odd Squad. Bei den Canadian Screen Awards des Jahres 2016 wurde sie für ihre Darbietung in der Serie Odd Squad in der Kategorie „Best Performance in a Children’s or Youth Program or Series“ nominiert, konnte jedoch auch hier nicht als Gewinnerin hervorgehen.
Von 2017 bis 2020 war sie in der Rolle der Diana Barry in der auf dem Buch Anne auf Green Gables der kanadischen Schriftstellerin und Dichterin Lucy Maud Montgomery basierenden Fernsehserie Anne with an E zu sehen. Ebenfalls 2017 übernahm sie als Sandy Leeman auch eine der Hauptrollen in Geoff Andersons The Adventure Club.

## Dalila Belas deutschsprachige Synchronsprecherinnen
Bisweilen hatte Dalila Bela in den diversen deutschsprachigen Synchronfassungen der Filme und Serien, an denen sie mitwirkte, zahlreiche verschiedene Synchronsprecher und somit noch keinen Standardsprecher. In der Deutschen Synchronkartei werden zurzeit (Stand: April 2017) nur zwei Synchronsprecherinnen aufgeführt. In Gregs Tagebuch 3 – Ich war’s nicht! lieh ihr Milena Rybiczka die Stimme, in The 100 war wiederum Enola Fladée ihre deutsche Stimme.

## Filmografie
Filmauftritte (auch Kurzauftritte)
- 2009: Mrs. Miracle – Ein zauberhaftes Kindermädchen (Mrs. Miracle)
- 2010: Kid’s Court (Kurzfilm)
- 2010: The Stranger
- 2011: Red Riding Hood – Unter dem Wolfsmond (Red Riding Hood)
- 2011: Gregs Tagebuch 2 – Gibt’s Probleme? (Diary of a Wimpy Kid: Rodrick Rules)
- 2011: Joanna Makes a Friend (Kurzfilm)
- 2012: Gregs Tagebuch 3 – Ich war’s nicht! (Diary of a Wimpy Kid: Dog Days)
- 2012: Grave Encounters 2
- 2012: A Christmas Story 2
- 2012: It’s Christmas, Carol!
- 2012: Cosmo & Wanda – Ziemlich verrückte Weihnachten (A Fairly Odd Christmas)
- 2013: Twist of Faith
- 2013: Rapture-Palooza
- 2013: That Burning Feeling
- 2013: Leap 4 Your Life
- 2014: Dead Hearts (Kurzfilm)
- 2016: Odd Squad: The Movie
- 2017: The Adventure Club

Serienauftritte (auch Gast- und Kurzauftritte)
- 2009: Fringe – Grenzfälle des FBI (Fringe) (1 Episode)
- 2009: Supernatural (1 Episode)
- 2010: R. L. Stine’s The Haunting Hour (1 Episode)
- 2012: Mr. Young (1 Episode)
- 2013: Positively Ozitively (Synchronrolle; Pilot)
- 2013: The Tomorrow People (1 Episode)
- 2014: The 100 (1 Episode)
- 2014–2022: Odd Squad – Junge Agenten retten die Welt (Odd Squad) (43 Episoden)
- 2015: Once Upon a Time – Es war einmal … (Once Upon a Time) (1 Episode)
- 2016–2017: Ready Jet Go! (Synchronrolle; 36 Episoden)
- 2016: Annedroids (1 Episode)
- 2017–2019: Anne with an E (26 Episoden)
- 2021: Odd Squad: Mobile Unit (1 Episode)

## Nominierungen & Auszeichnungen

### Nominierungen
- 2010: Young Artist Award in der Kategorie „Beste Gastdarstellerin in einer Fernsehserie“ für ihr Engagement in Supernatural
- 2011: Young Artist Award in der Kategorie „Beste Schauspielerin in einem Kurzfilm – zehn Jahre oder jünger“ für ihr Engagement in Kid’s Court
- 2012: Young Artist Award in der Kategorie „Beste Schauspielerin in einem Spielfilm – zehn Jahre oder jünger“ für ihr Engagement in Gregs Tagebuch 2 – Gibt’s Probleme?
- 2013: Young Artist Award in der Kategorie „Beste Nebendarstellerin in einem Spielfilm – zehn Jahre oder jünger“ für ihr Engagement in Gregs Tagebuch 3 – Ich war’s nicht!
- 2013: Young Artist Award in der Kategorie „Beste Nebendarstellerin in einem Fernsehfilm, Miniserie, Special oder Pilotfilm“ für ihr Engagement in Cosmo & Wanda – Ziemlich verrückte Weihnachten
- 2015: Young Artist Award in der Kategorie „Herausragende Besetzung in einer Fernsehserie“ zusammen mit Millie Davis, Filip Geljo und Sean Michael Kyer für ihr Engagement in Odd Squad
- 2015: Young Artist Award in der Kategorie „Beste Hauptdarstellerin in einer Fernsehserie (Comedy oder Drama)“ für ihr Engagement in Odd Squad
- 2016: Young Artist Award in der Kategorie „Herausragende Besetzung in einer Fernsehserie“ zusammen mit Millie Davis, Filip Geljo und Sean Michael Kyer für ihr Engagement in Odd Squad
- 2012: Leo Award in der Kategorie „Best Performance by a Female in a Short Drama“ für ihr Engagement in Joanna Makes a Friend
- 2016: Joey Award in der Kategorie „Best Young Ensemble in a TV Series“ zusammen mit Peyton Kennedy, Brendan Heard, Millie Davis, Sean Michael Kyer, Filip Geljo, Christian Distefano, Michela Luci, Anna Cathcart, Isaac Kragten, Madeleine Barbeau, Julia Lalonde, Alina Prijono, Eshaan Buadwal, Joshua Kilimnik, T.J. McGibbon, Olivia Presti, Ava Preston, Jaiden Cannatelli und Elijah Sandiford für ihr Engagement in Odd Squad
- 2016: Imagen Award in der Kategorie „Best Young Actor – Television“ für ihr Engagement in Odd Squad
- 2016: Canadian Screen Award in der Kategorie „Best Performance in a Children’s or Youth Program or Series“ für ihr Engagement in Odd Squad

### Auszeichnungen
- 2011: Young Artist Award in der Kategorie „Beste Schauspielerin in einem DVD-Film“ für ihr Engagement in The Stranger
- 2012: Young Artist Award in der Kategorie „Beste Schauspielerin in einem Kurzfilm – zehn Jahre oder jünger“ für ihr Engagement in Joanna Makes a Friend
- 2014: Diabolique Film Festival Award in der Kategorie „Best Actress“ für die Rolle der Lola Littleton in Dead Hearts
- 2015: Joey Award in der Kategorie „Best Young Ensemble in a TV Series“ zusammen mit Filip Geljo, Millie Davis, Sean Michael Kyer, Peyton Kennedy, Christian Distefano, Brendan Heard, Michela Luci, Julia Lalonde, Alina Prijono, T.J. McGibbon, Madeleine Barbeau, Ava Preston und Carson Reaume für ihr Engagement in Odd Squad